# Centenario argentino

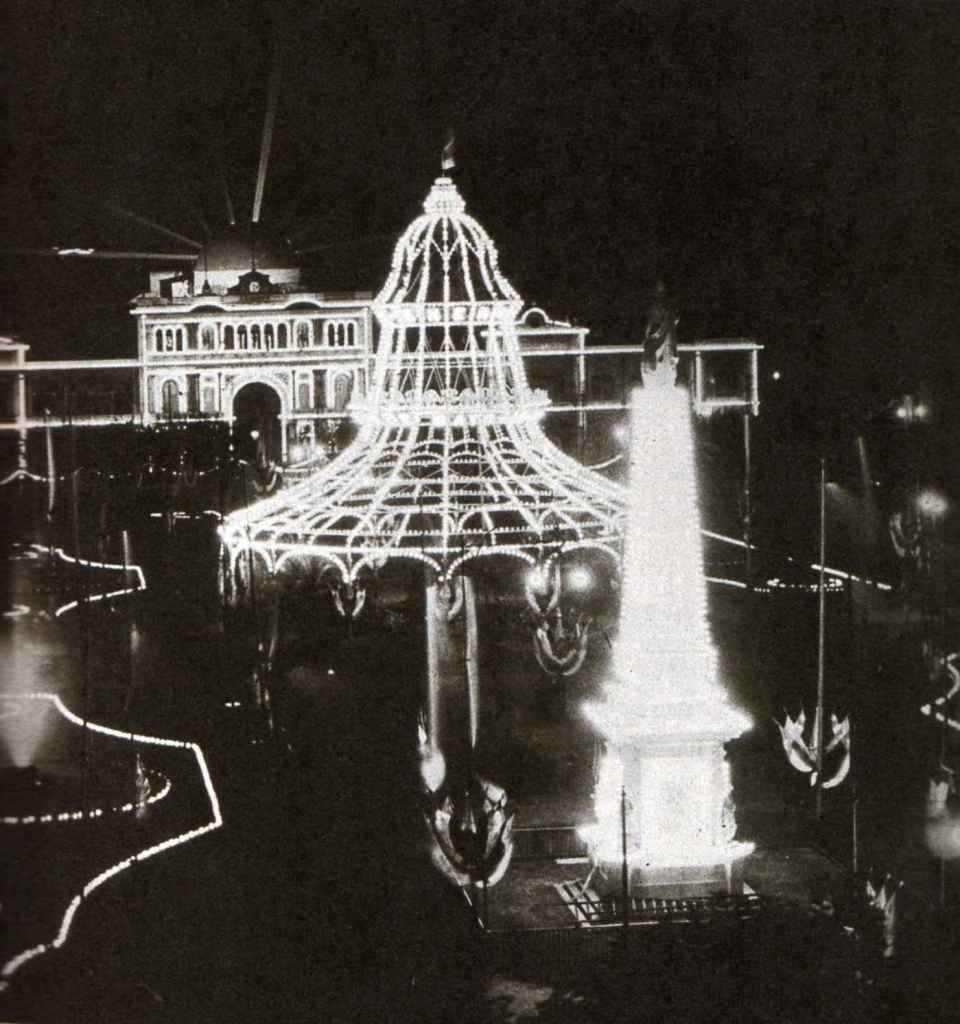
Vista nocturna de la Plaza de Mayo con iluminación eléctrica durante el Centenario. La estructura metálica, erigida para la ocasión, es la actual cúpula de la jaula de los cóndores en el Zoológico de Buenos Aires, la estructura obeliscoide muy iluminada corresponde a la Pirámide de Mayo y en el fondo la Casa Rosada.

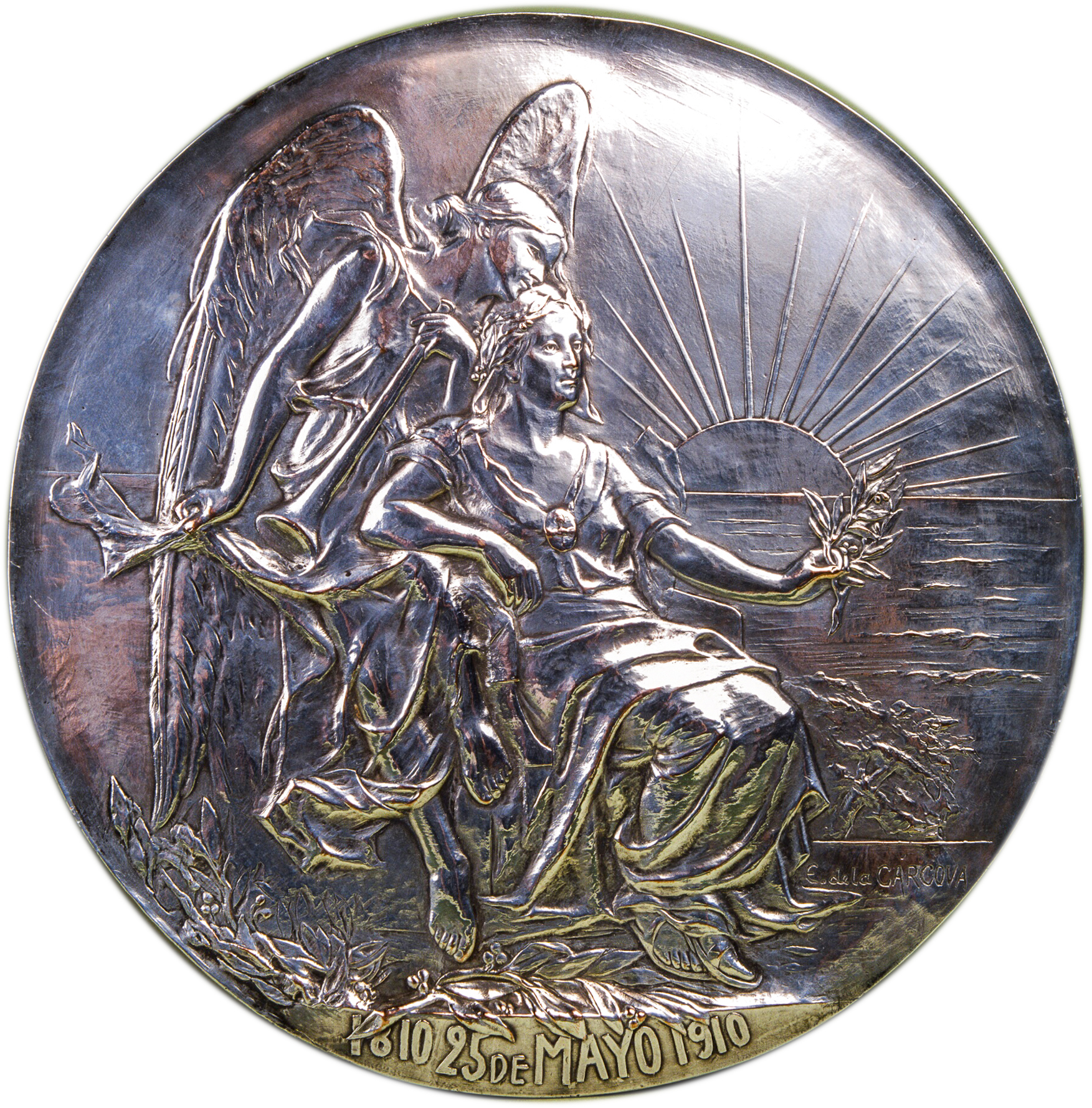
Medalla alegórica al Centenario argentino realizada por Ernesto de la Cárcova, expuesta en el Museo del Bicentenario.

El Centenario argentino se celebró el 25 de mayo de 1910, centésimo aniversario de la Revolución de Mayo, cuando el virrey español Baltasar Hidalgo de Cisneros fue destituido de su cargo y reemplazado por la Primera Junta, primer gobierno patrio argentino.

## Antecedentes
El año de 1910 fue considerado por Luis Alberto Romero como positivo para la Argentina. El modelo agroexportador estaba en pleno apogeo, la Guerra Civil argentina había terminado décadas atrás, los límites nacionales habían sido demarcados definitivamente, y la Argentina se había consolidado como una de las potencias de América Latina. Además ya se habían organizado y consolidado el Estado nacional e instituciones como el ejército, el servicio de correo y el sistema educativo.
La situación internacional se mantuvo en una situación de conflicto permanente tanto con el Brasil como con Chile por la supremacía naval y diplomática en la región. La Argentina hacia años se encontraba sumergida en una costosa carrera naval con Chile a la que luego se uniría Brasil. Los cancilleres de la Argentina – Estanislao Zeballos– y del Brasil –el Barón del Río Branco (que consideraba a Alcorta un "demente", "tresloucado Alcorta", en portugués) – desarrollaron una escalada armamentista conocida como la "diplomacia de los acorazados" y se acusaron mutuamente de intenciones expansionistas.
La elección de Roque Sáenz Peña, hombre del ala reformista del conservador Partido Autonomista Nacional -PAN-, como presidente de la República, de produjo en el mes de abril. En 1910, poco antes de los festejos por el Centenario, las dos centrales obreras se lanzaron a una huelga general. El gobierno reaccionó con extrema dureza: se sancionó el estado de sitio, fueron arrestados centenares de dirigentes, se cerraron los diarios sindicales, y se sancionó la Ley de Defensa Social, que extendía las restricciones de la Ley de Residencia, habilitando al Poder Ejecutivo a arrestar indefinidamente a cualquier ciudadano.
A finales del siglo XIX el comercio de la producción del sector agropecuario, como la carne, el cuero, la lana y el trigo, enriqueció grandemente a las familias estancieras, a los frigoríficos.
Argentina recibía el mote de granero del mundo y en  París se acostumbraba a usar la frase

Il est riche comme un Argentin !

que traducida del idioma francés al español significa

¡Es rico como un argentino!

[cita requerida]

El alcance de la expresión aludía a la riqueza de los estancieros argentinos de 1910.
La población de Argentina crecía rápidamente, debido a la masiva inmigración desde Europa. De una demografía compuesta por seis millones de habitantes, un millón eran italianos y ochocientos mil eran españoles. Con esta  imponente realidad se encontraron los millones de inmigrantes que -atraídos por la riqueza de este rico país- cruzaron el Océano Atlántico en procura de una mejor calidad de vida[cita requerida]. Si bien la gran mayoría de ellos, en poco tiempo, se fueron integrando al tejido social y conformaron la base del importante estrato social medio argentino, otro grupo conformó la incipiente fuerza obrera compuesta por trescientos mil trabajadores. Esta nueva realidad de la sociedad provocó el aumento de conflictos sociales.

## Festejos
El 8 de febrero de 1909 el Congreso sancionó la Ley 6.286 sobre la celebración de la Revolución de Mayo.
Los festejos se llevaron a cabo bajo el estado de sitio declarado por el entonces Presidente José Figueroa Alcorta, a causa del sabotaje y boicot que movimientos anarquistas buscaban realizar al mismo.
Ello no fue óbice para durante las celebraciones por el Centenario Argentino llegaran a Buenos Aires, la capital de la República y el epicentro de los festejos, embajadores y comitivas especiales para tan importante acontecimiento, que fueron recibidos por el presidente José Figueroa Alcorta y alojados -en muchos casos- por las familias tradicionales.
Los festejos comenzaron el 21 de mayo de 1910.

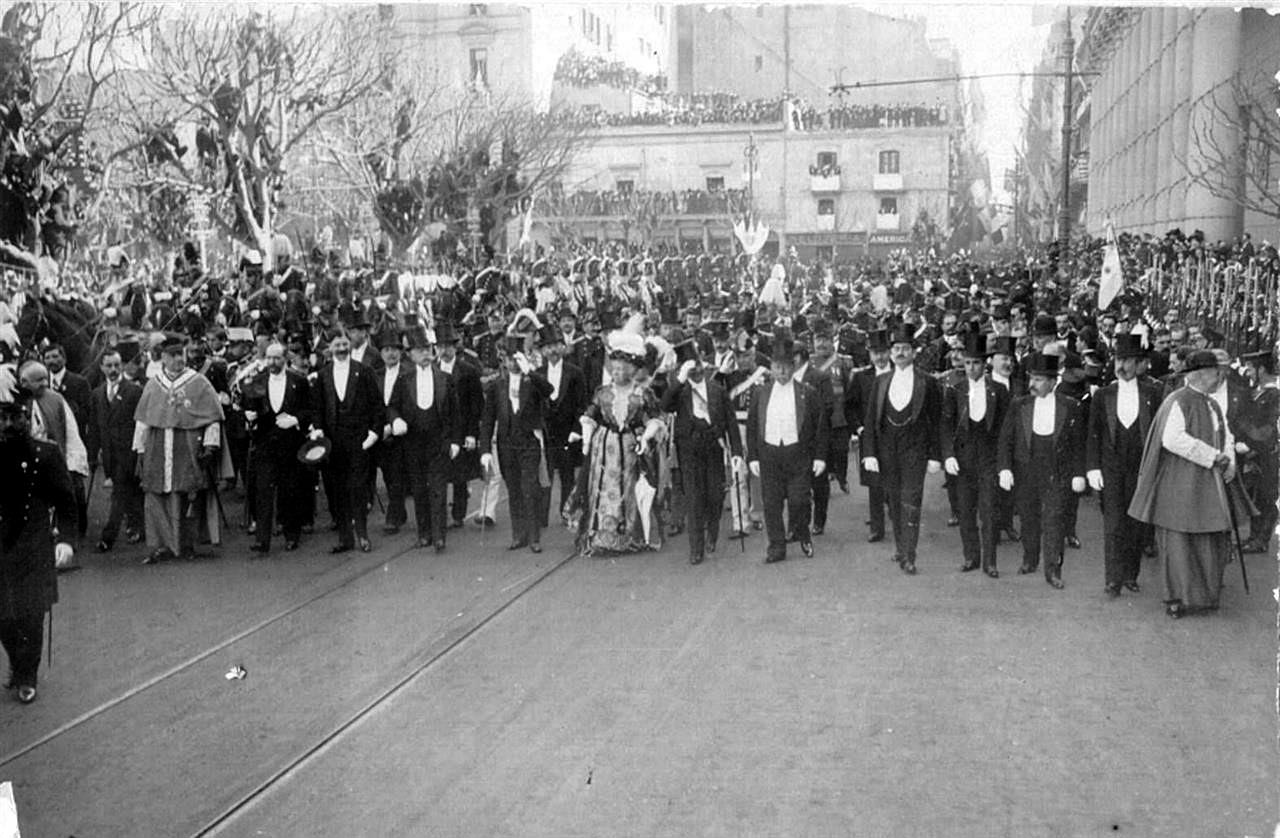
El presidente de la República Argentina, José Figueroa Alcorta y la representante del Reino de España, Infanta Isabel de Borbón se dirigen al Tedeum en la Catedral Metropolitana durante los festejos del Centenario Argentino.

La visita más esperada fue la de la Infanta Isabel de Borbón, tía del rey Alfonso XIII de España, quien se hospedó con toda la pompa en el palacio de la familia Bary, en la avenida Alvear y que inaugurara un nuevo edificio conocido como el Palacio Vera.
El movimiento obrero  propuso exponer la situación de la clase trabajadora e iniciar movimientos huelguísticos reclamando la derogación de la Ley de Residencia y la libertad a los presos sociales y políticos. Estas demandas respondían a la represión que los trabajadores y sus dirigentes venían sufriendo como respuesta a luchas, como las de la Semana Roja, un año antes, contra las condiciones brutales de explotación que vivían.
El 1° de mayo de 1910 la FORA reunía 70.000 trabajadores en la plaza Colón. Se lanzó la huelga general por tiempo indeterminado para el 18 de mayo.
En vísperas del Centenario desde el día 13 comenzaron las detenciones en masa, y fueron apresados dirigentes obreros y los redactores de los diarios La Protesta y La Batalla.
Arribaron también mandatarios de países hermanos como Pedro Montt, presidente de Chile y Eugenio Larraburu, vicepresidente del Perú. El presidente de México Porfirio Díaz no asistió a los festejos.
Italia fue representada por el profesor Ferdinando Martini y Alemania por el General Colmar von der Goltz.
El gobernador de Cuba tras la guerra hispanoamericana, Leonard Wood, delegado de Estados Unidos, llegó con una formación de cuatro cruceros y también un miembro de la familia real del Imperio del Japón, Eki Mocki.
Vinieron además representaciones de Uruguay, Paraguay, Francia, Rusia y  Holanda. Estos estados participantes asistieron a los diversos desfiles castrences.
Gran Bretaña justificó su inasistencia debido al fallecimiento del Rey Eduardo VII.
Al ya inaugurado imponente Teatro Colón le siguieron las obras para la terminación del Palacio del Congreso y las correspondientes al Palacio de Tribunales. [cita requerida]
El día 24 de mayo, el novísimo Teatro Colón fue el escenario de una gran función de la lírica en donde fue cantada la obra Rigoletto por Titta Ruffo, el impresionante barítono italiano. A su vez Carlos Thays, el arquitecto y paisajista francés era reconocido a nivel mundial por el embellecimiento del Parque Tres de Febrero y la construcción del Parque Centenario. Al mismo tiempo la tienda Gath y Chaves abría las puertas al público, ofreciendo toda clase de bienes.
Pero los festejos por el primer siglo de la Revolución de Mayo no solamente fueron a nivel estatal sino que también se sumó la Iglesia con celebraciones litúrgicas.
Además llegaron a Argentina intelectuales, escritores y periodistas: Ramón del Valle Inclán, Jacinto Benavente, Vicente Blasco Ibáñez -estos tres, españoles-, Georges Clemenceau, Jean Jaurès, Anatole France y Jules Huret -estos cuatro últimos, franceses-. Rubén Darío, poeta nicaragüense, máximo representante del modernismo literario en lengua española, también estuvo presente.

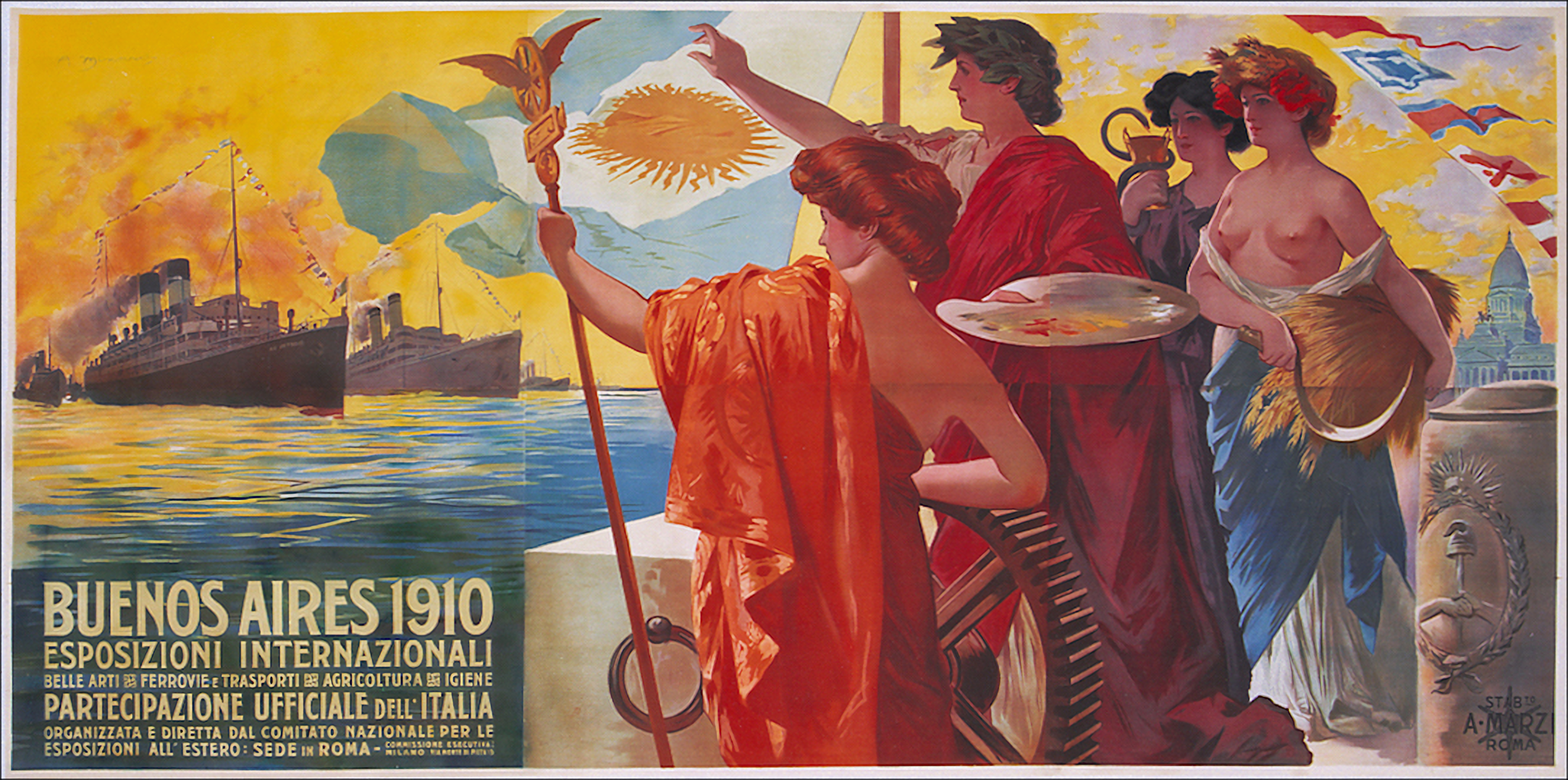
Ilustración realizada por el artista Adriano Minardi. para promocionar la Exposición Internacional del Centenario.

Arribaron asimismo Enrico Ferri, político, criminólogo y sociólogo; Pietro Gori, abogado, escritor y anarquista y Gina Lombroso, hija de Cesare Lombroso, médico, criminólogo y máximo representante del positivismo criminológico, todos ellos, italianos.
Las artes escénicas estuvieron representadas por Isadora Duncan, bailarina y coreógrafa estadounidense y Marguerite Moreno, la reconocida actriz francesa de teatro y cine.
El Centenario también tuvo un fuerte impacto en la historiografía de la Argentina. Debido a la creciente afluencia de inmigrantes procedentes de lugares muy diferentes, se consideró que era necesario definir claramente una identidad "argentina". Los temas visto desde un punto de vista canónico, como la Guerra de Independencia, comenzaron a ser observados desde múltiples perspectivas.
En septiembre de aquel año también visitó el país el científico italiano Guillermo Marconi, ingeniero eléctrico, empresario e inventor quien había obtenido el Premio Nobel de Física en 1909.
El físico Albert Einstein, sorprendido por la preeminente ubicación alcanzada a nivel mundial, en sus cien primeros años de historia, por Argentina y la ciudad de Buenos Aires, en particular se preguntó:

¿Cómo hicieron para sacar de la nada esto que se parece a París?

Durante el Centenario tuvo lugar uno de los hitos principales en el desarrollo de la telegrafía argentina: el 3 de junio de 1910 se inauguraba el Cable Argentino a Europa Vía Ascensión con un saludo del presidente argentino José Figueroa Alcorta al rey Jorge V de Gran Bretaña.
Los deportes también integraron las actividades festivas durante el Centenario. El fútbol comenzaba a ser un juego popular. Argentina organizó para la fecha el Primer Campeonato Sudamericano de Fútbol del que participaron los hermanos países de Uruguay y Chile y donde la parcialidad local resultó la vencedora.

## Monumentos

### Monumentos de las colectividades
Para la celebración del aniversario de la Revolución de Mayo, además de la construcción de lujosos pabellones y de la inauguración de grandes edificios que dio paso a la transformación urbana, se le sumaron numerosos monumentos obsequiados por las diversas colectividades presentes en el país y que son el más claro exponente del «fomento de la inmigración» plasmado en la Constitución de la Nación Argentina y del éxito y el progreso alcanzado por los inmigrantes y sus comunidades en la inclusiva sociedad argentina de principios del siglo XX que les brindó libertad, trabajo y prosperidad.
Entre los monumentos donados por las colectividades se encuentran:

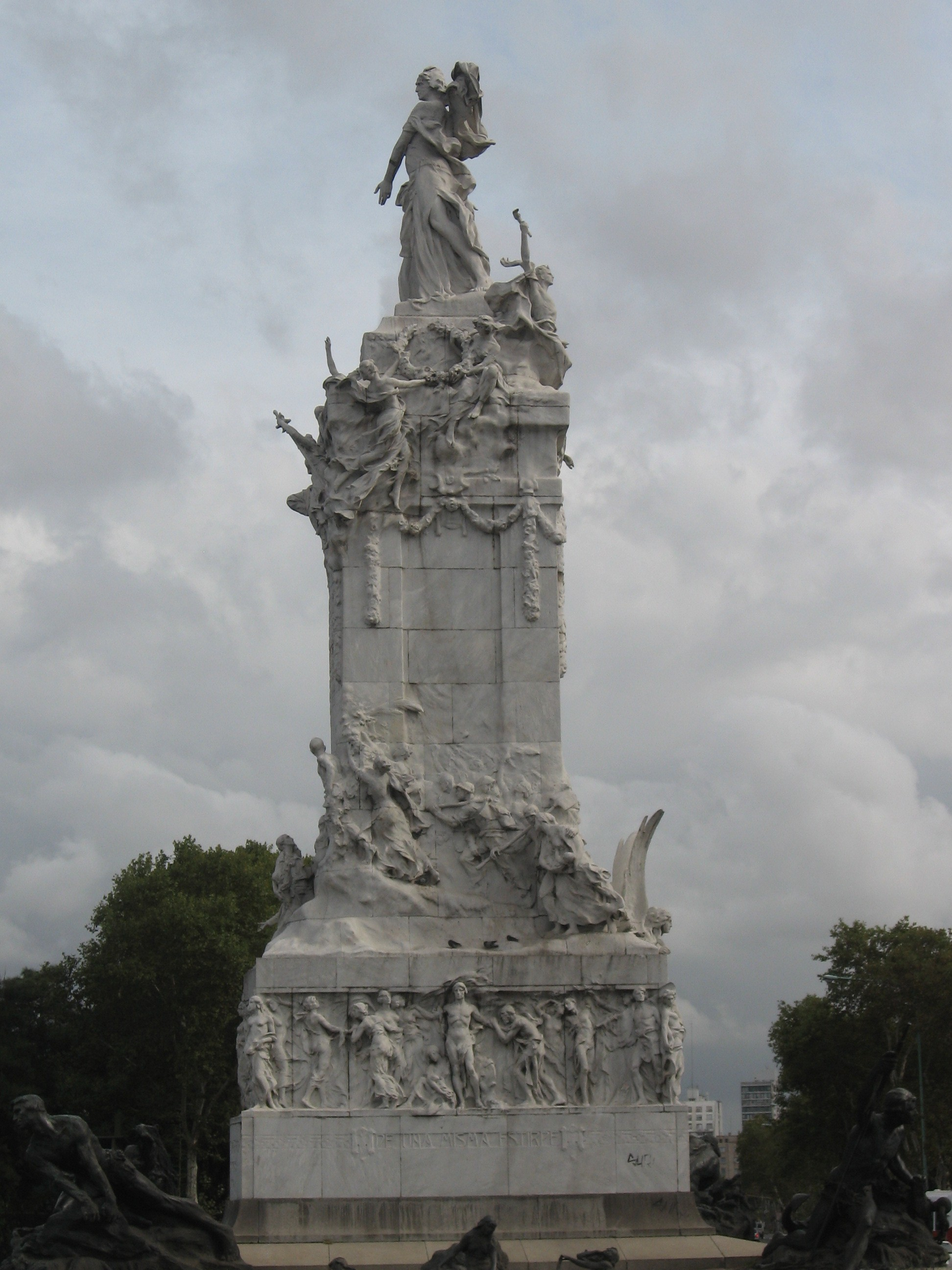
Monumento a La Carta Magna y las Cuatro Regiones Argentinas, obsequiado por España.
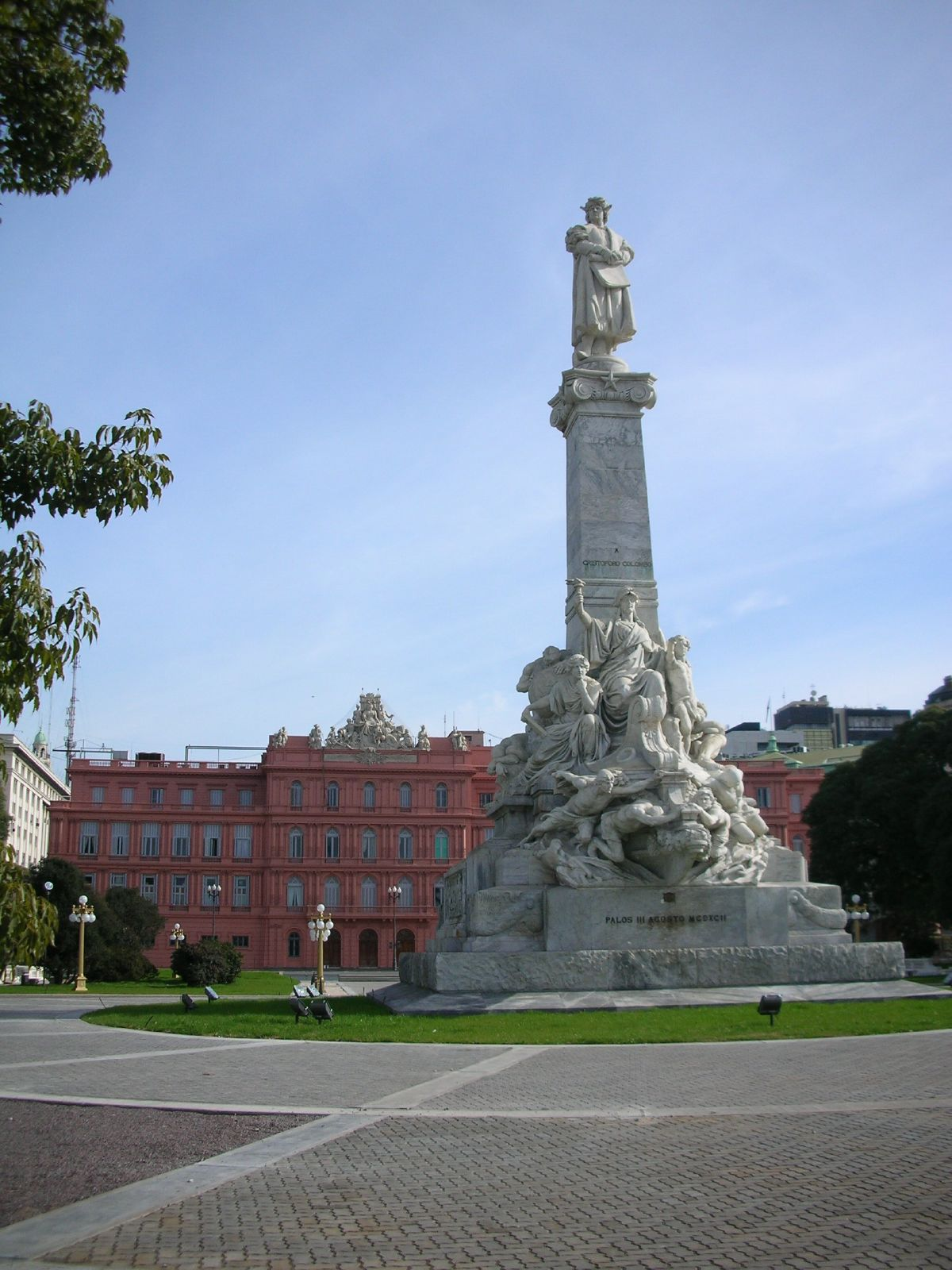
Monumento a Cristóbal Colón, regalo de la colectividad italiana.
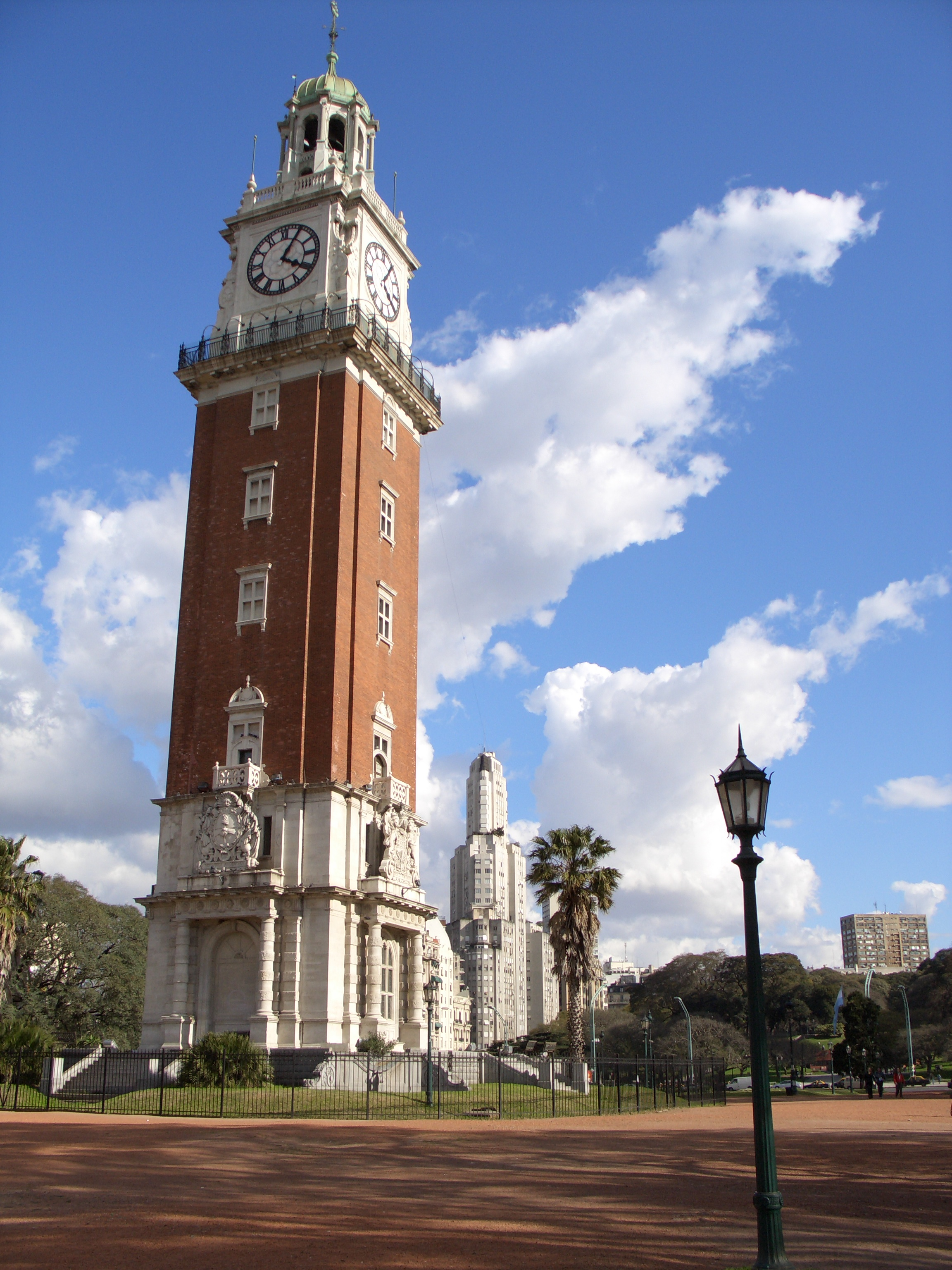
Torre Monumental, por la colectividad británica.
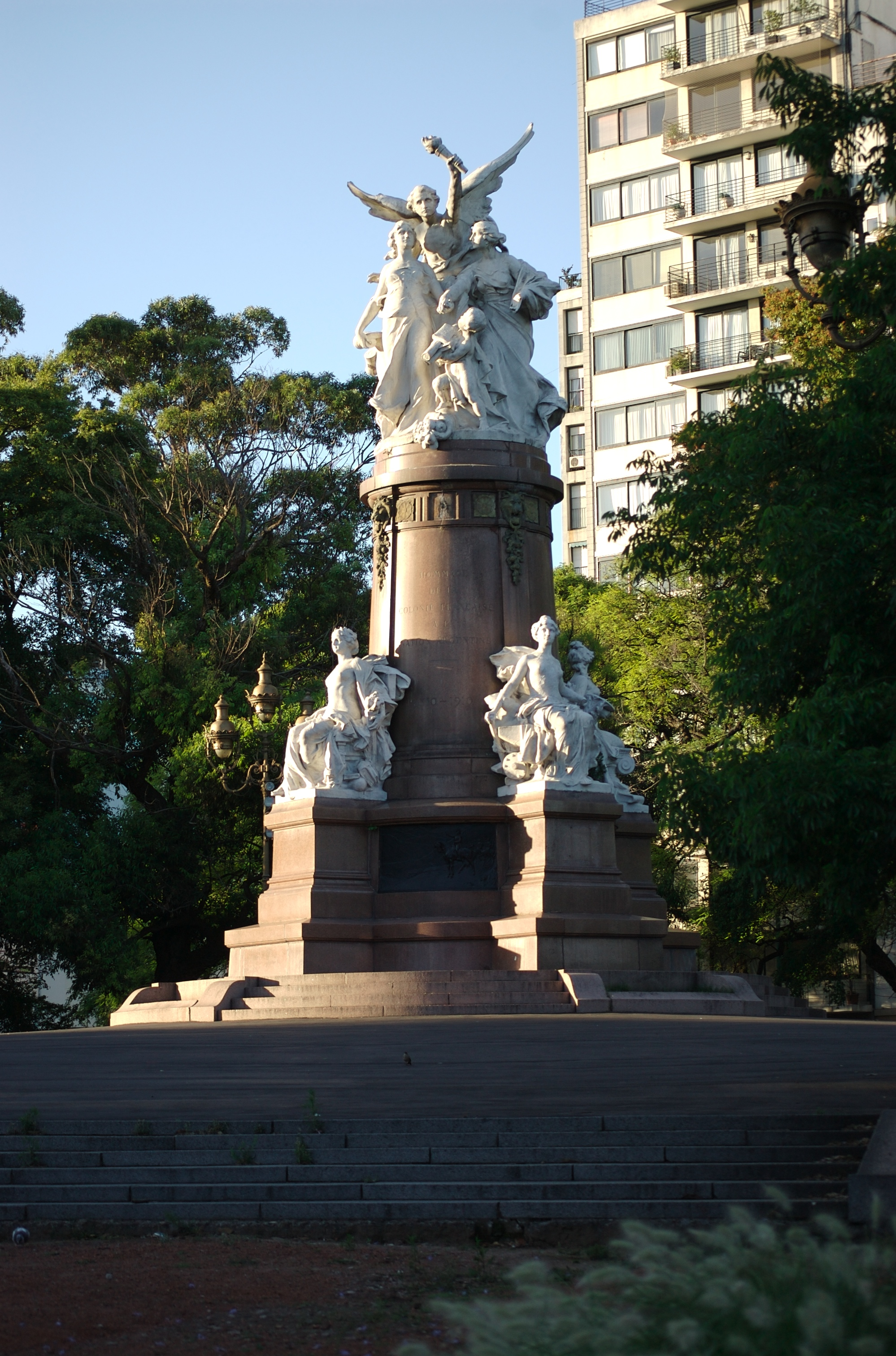
Francia a la Argentina, realizado por el escultor Émile Peynot y donado por la colectividad gala.
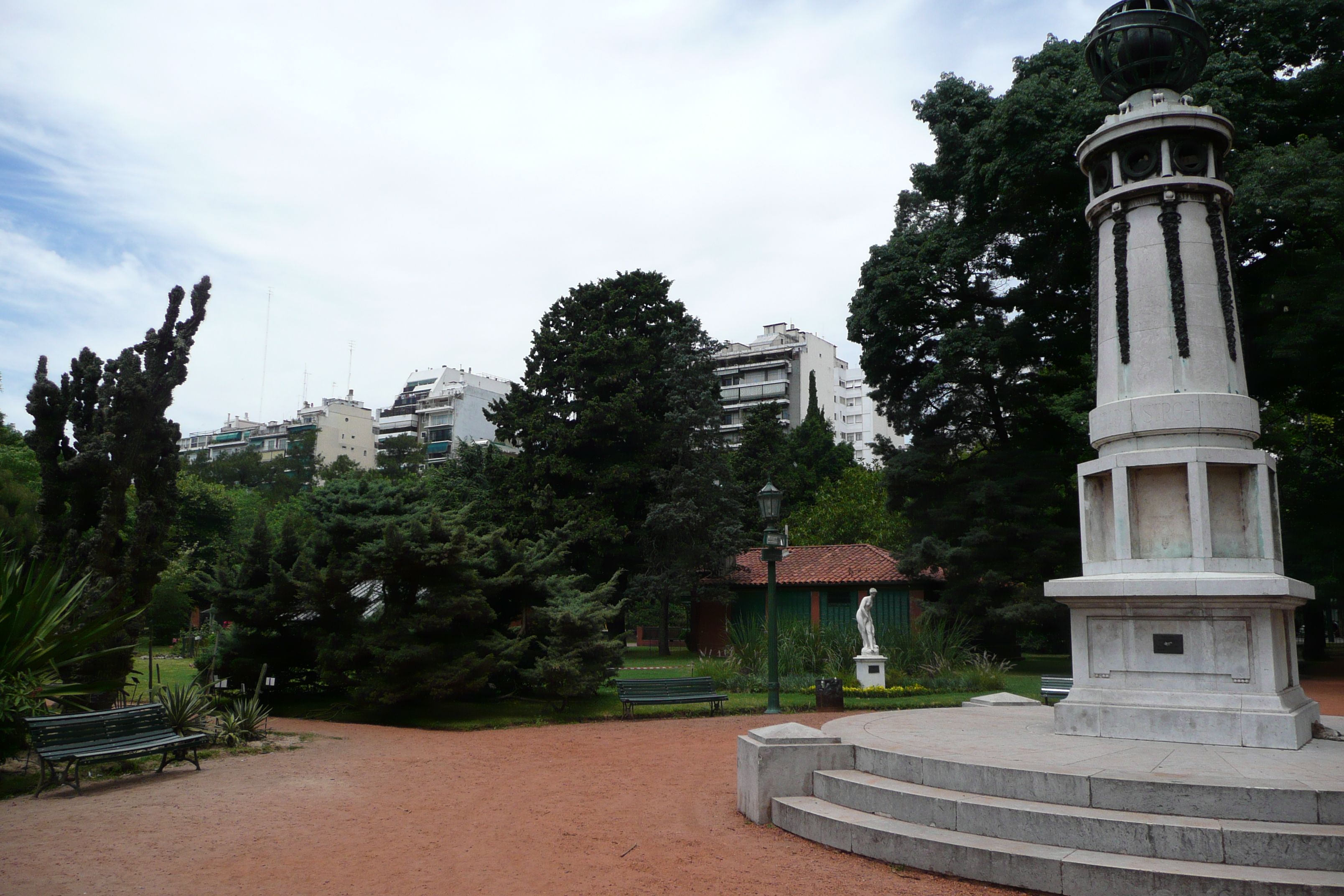
Torre Meteorológica, donada por el Imperio Austro-Húngaro.
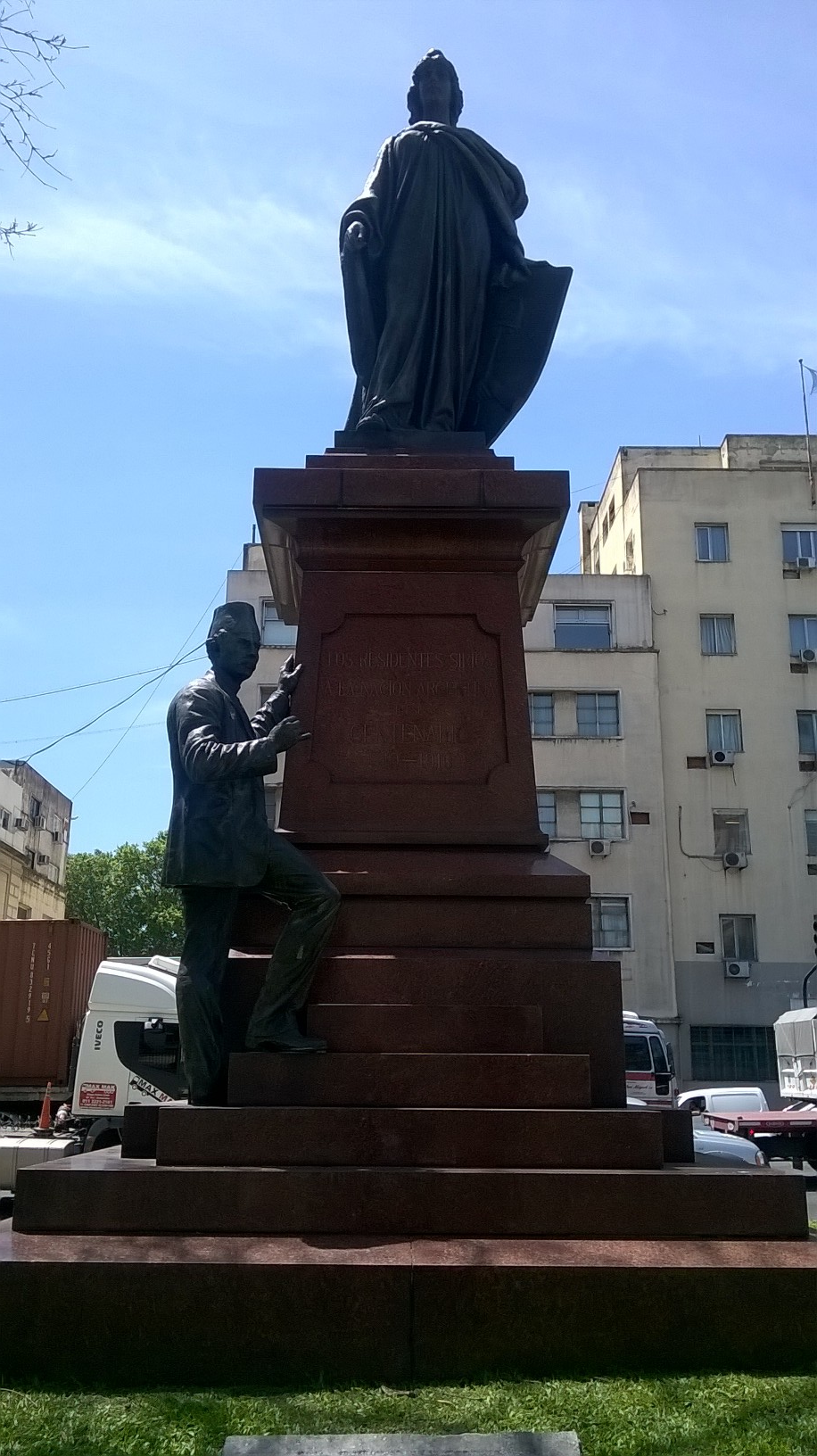
Los Residentes Sirios a la Nación Argentina, de Garibaldi Affani.
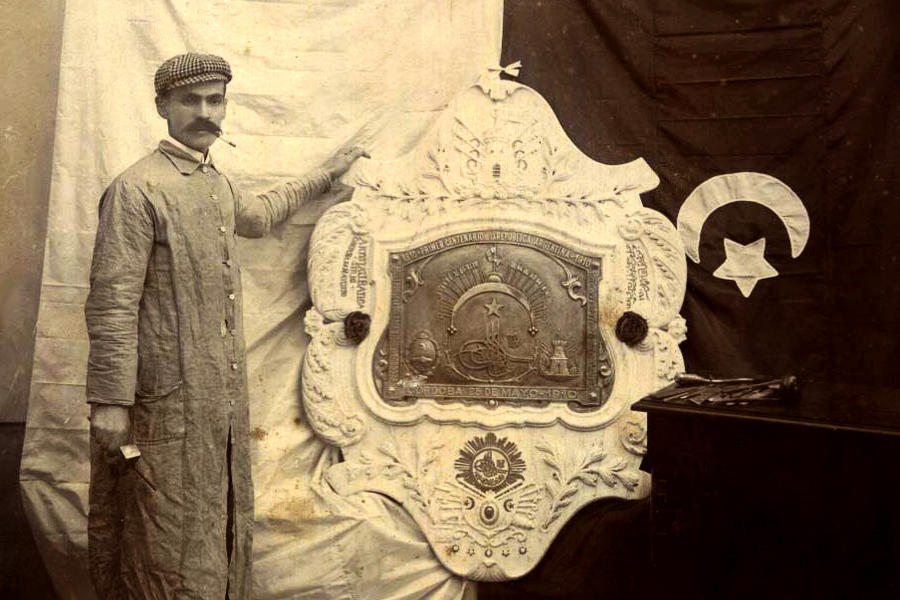
Placa Conmemorativa de la Comunidad Siria de Jorge Batica (Córdoba, 1910).

### Monumentos a los prohombres de Mayo
Los festejos del Centenario también sirvieron para honrar la memoria de muchos de los patriotas que participaron de la Revolución de Mayo, en especial, de aquellos que integraron la Primera Junta, para lo cual se erigieron una "red de estatuas" en diversos barrios porteños.
Así, "Juan José Castelli", de Gustavo Eberlein, en la Plaza Constitución; "Juan Larrea", de Arturo Dresco, en la Plaza Herrea; "Hipólito Vieytes", de José Llaneces, en la antigua Plaza Montserrat; "Domingo Matheu", de Mateo Alonso, en la Plaza Domingo Matheu; "Mariano Moreno", de Miguel Blay, en la Plaza Lorea; "Cornelio Saavedra", de Gustavo Eberlein, en la Plazoleta entre las avenidas Córdoba y Callao; "Nicolás Rodríguez Peña", de Gustavo Eberlein, en la Plaza Rodríguez Peña; "Miguel de Azcuénaga", de Charles Cordier, en la Plaza Primera Junta; "Juan Martín de Pueyrredón", de H. Hernández, en la Plaza Flores; "Juan José Paso", de Torcuato Tasso, en la Plaza Juan José Paso y "Presbítero Manuel Alberti", de Lucio Correa Morales, en la Plaza Manuel Alberti.